# Tehelné pole

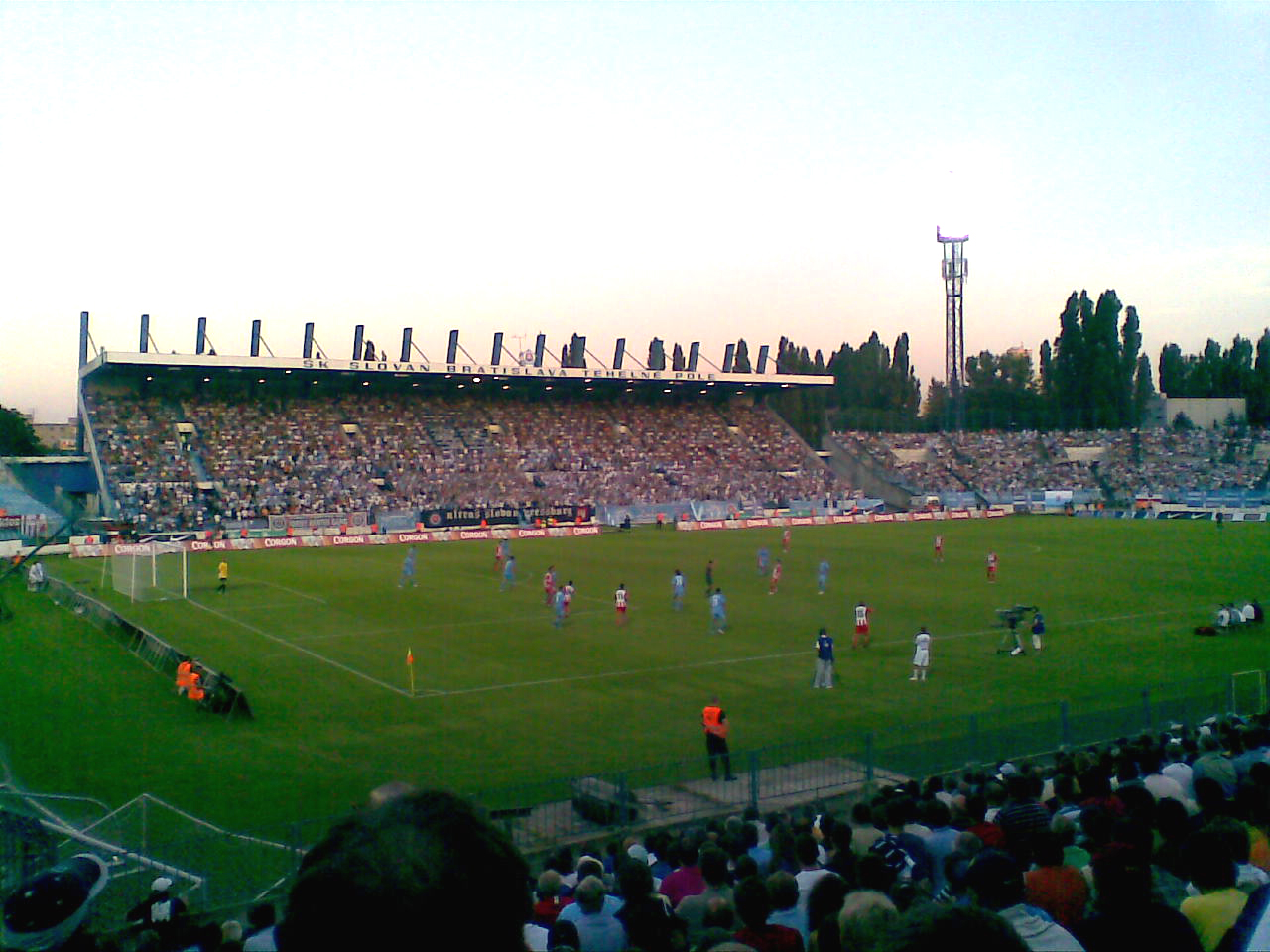

Tehelné pole (niem. Ziegelfeld, węg. Téglamezö, dosłownie Ceglane Pole) – nieoficjalna nazwa części bratysławskiej dzielnicy Nowe Miasto, a także nieistniejący już stadion piłkarski, na którym rozgrywał swoje mecze Slovan Bratysława (w latach 1940–2009) oraz słowacka reprezentacja (w latach 1994–2009). Wymiary boiska to 105 m x 68 m, oświetlenie – 1400 luksów. Liczba miejsc siedzących – 30 085. Był to drugi stadion w kraju pod względem wielkości po obiekcie w Koszycach – Všešportový areál. Stadion został rozebrany w 2013 roku, a w 2016 roku w jego miejscu rozpoczęła się budowa nowego stadionu (Národný futbalový štadión), którego inauguracja nastąpiła 3 marca 2019 roku.

## Historia stadionu
Po zajęciu w 1938 roku Petržalki przez III Rzeszę Bratysława utraciła wszystkie obiekty piłkarskie. Niepodległa Pierwsza Republika Słowacka zdecydowała o budowie nowego obiektu, którą rozpoczęto w 1939, a zakończono oficjalnie w 1944. Pierwszy mecz miał jednak miejsce wcześniej – w 1940 Slovan Bratysława (wówczas jako ŠK Bratysława) zremisował z Herthą Berlin 2:2. Przed otwarciem nowej areny ŠK Bratysława krótko występował na położonym nieopodal stadionie, który służył przed II wojną światową organizacji Sokół (wcześniej klub posiadał własny stadion w Petržalce). Początkowa pojemność wynosiła 25 tysięcy widzów (w tym 13 tysięcy siedzących), podczas rozbudowy w 1961 zwiększono ją do 45 tysięcy – powstała wówczas druga trybuna oraz sztuczne oświetlenie. W 1990 przebudowano obiekt i zmniejszono liczbę miejsc do nieco ponad 30 tysięcy (wszystkie siedzące, 6 tysięcy pod dachem). 20 kwietnia 1994 roku na tym stadionie po raz pierwszy zagrała piłkarska reprezentacja Słowacji, grając przeciwko reprezentacji Chorwacji. Słowacy w tym spotkaniu pokonali Chorwatów 4:1, a na ten mecz przyszło 6 511 widzów.
W sezonie 2005/2006 swoje mecze rozgrywała tutaj także FC Artmedia Petržalka w Lidze Mistrzów i Pucharze UEFA, ponieważ UEFA nie dopuściła ich klubowego stadionu.
Tehelné pole było na początku XXI wieku obiektem przestarzałym. Zimą 2008/2009 planowane było rozpoczęcie plac nad budową w tym miejscu nowego stadionu narodowego i klubowego – w tym celu stara konstrukcja miała zostać zburzona. Nowy stadion, który miał powstać do maja 2012, ma mieć 22 tysiące miejsc siedzących, z możliwością zwiększenia tej liczby do 33 tysięcy. Z powodów finansowych prace przesunięto na wiosnę 2010. Reprezentacja Słowacji ostatni tutaj mecz rozegrała 14 listopada 2009 roku, wówczas grała z reprezentacją Stanów Zjednoczonych. Słowacy wygrali ten mecz 1:0 (zwycięską bramkę strzelił Marek Hamšík w 26. minucie z rzutu karnego, była to jednocześnie ostatnia bramka w historii tego stadionu), natomiast Slovan swój ostatni mecz (i jednocześnie ostatni mecz w historii tego stadionu) rozegrała 25 listopada 2009 roku, wtedy zespół rozgrywał ćwierćfinałowe spotkanie rewanżowe w ramach krajowego pucharu przeciwko Spartakowi Myjaka. Padł wówczas bezbramkowy remis, co premiowało Slovan awans do kolejnej fazy rozgrywek (pierwszy mecz na wyjeździe wygrali 3:0). Podczas tego spotkania frekwencja wyniosła zaledwie 450 widzów.
Ostatecznie obiekt został rozebrany w 2013, w 2016 rozpoczęto w jego miejscu budowę nowego stadionu (Národný futbalový štadión), który został zainaugurowany 3 marca 2019 roku. W latach 2009–2018 Slovan Bratysława swoje mecze rozgrywał na stadionie Pasienky.